# فياتشيسلاف ميخائيلوفيتش مولوتوف
فياتشيسلاف ميخائيلوفيتش مولوتوف (الروسية: Вячесла́в Миха́йлович Мо́лотов)؛ (9 مارس 1890 - 8 نوفمبر 1986) سياسي ودبلوماسي سوفيتي وأحد أبرز قادة الحكومة السوفيتية، امتد نشاطه السياسي من بداية الثورة البلشفية حتى عام 1957. عمل كذلك في السلك الديبلوماسي كوزير خارجية وكان رئيسا للحكومة السوفيتية منذ عام 1937-1941 حيث استطاع أن يسيطر على الأوضاع الداخلية المتردية بقيامه بتعديل الدستور السوفيتي الذي سمي أخيراً بتعديل مولوتوف، حيث وبموجب هذا التعديل تمتعت الجمهوريات المكونة للاتحاد السوفيتي بحق التمثيل الخارجي وعقد المعاهدات الدولية وإرسال البعثات الدبلوماسية إلى الخارج والعضوية في المنظمات الدولية أيضا.

## نشأته
ولد مولوتوف في مدينة كوكارا وكان لقبه الأصلي "سكريبيان"، انضم إلى الحزب الشيوعي في عام 1906 واتخذ اسم مولوتوف لقبا له (تعني "المطرقة")، اُعتقل أول مرة سنة 1909 وأبعد إلى سيبيريا لمدة سنتين، أصبح أحد محرري الجريدة البلشفية برافدا حيث التقى بستالين الذي كان المحرر الرئيسي لها، اُعتقل مولوتوف مرة أخرى عام 1913 إلا أنه تمكّن من الهروب عام 1915 والذهاب إلى سانت بطرسبرغ.

## عمله السياسي
بعد اندلاع الثورة البلشفية عُيِّن مولوتوف أمينا عاما للحزب الشيوعي عام 1920 حتى عام 1922 (عندما تولى ستالين المنصب)، أصبح مولوتوف حليفا رئيسا لستالين وتمكٌن من الانضمام إلى المكتب السياسي للحزب وهي أعلى هيئة في الحزب، لم يتهاون مولوتوف من تأييد ستالين في كل صراعاته السياسية ضد خصومه، وعُيِّن رئيسا للوزراء عام 1930 خلفاً لريكوف.

## وزير الخارجية
عُيّن مولوتوف وزيرا للخارجية عام 1939 خلفا للتفينوف الذي كان من مؤيدي نظرية التعامل الدبلوماسي مع دول غرب أوروبا، وكان مولوتوف الموقع الرئيسي للمعاهدة السوفيتية-النازية.
إبّان هجوم الألمان على الاتحاد السوفيتي كان مولوتوف هو الذي ألقى على الإذاعة خطاب إعلان الحرب على ألمانيا، وكان كوزير خارجية أكثر الدبلوماسيين نشاطا في اللقاءات مع دول الحلفاء.

## إزاحته من القيادة
بقي مولوتوف من أبرز القادة السياسيين بعد وفاة ستالين إلا أن جهود خوروشوف في تقليل النزعة الستالينية في السياسية السوفيتية أعطت مولوتوف سببا لمعارضته حتى حاول الإطاحة بخروشوف بالتعاون مع قياديين آخرين مثل جورجي مالينكوف ونيكولاي بولكانين ، لكنه فشل في ذلك وبقي خروتشوف في السلطة لفترة عندئذٍ قام بعزل مولوتوف من منصبه كوزير للخارجية يوم الجمعة 1 يونيو عام 1956، وفُصل من الحزب الشيوعي عام 1961.

## وفاته
توفي مولوتوف عام 1986 عن عمر يناهز 96 عاما وكان قد سمح له آنذاك بالعودة للانضمام إلى الحزب الشيوعي، ونشرت مذكراته عام 1993.

## وصلات خارجية
- فياتشيسلاف مولوتوف على موقع IMDb (الإنجليزية)
- فياتشيسلاف مولوتوف على موقع الموسوعة البريطانية (الإنجليزية)
- فياتشيسلاف مولوتوف على موقع مونزينجر (الألمانية)
- فياتشيسلاف مولوتوف على موقع ألو سيني (الفرنسية)
- فياتشيسلاف مولوتوف على موقع قاعدة بيانات الأفلام السويدية (السويدية)
- فياتشيسلاف مولوتوف على موقع إن إن دي بي (الإنجليزية)
- فياتشيسلاف مولوتوف على موقع قاعدة بيانات الفيلم (الإنجليزية)
- فياتشيسلاف ميخائيلوفيتش مولوتوف على الموقع الرسمي الأكاديمية الروسية للعلوم
- Annotated bibliography for Vyacheslav Molotov from the Alsos Digital Library for Nuclear Issues
- The Meaning of the Soviet-German Non-Aggression Pact Molotov speech to the Supreme Soviet on 31 August 1939
- Reaction to German Invasion of 22 June 1941
- (بالفنلندية) Song about the "Winter War" (Nyet Molotov) على يوتيوب

| سبقه اليكسي ريكوف | رئيس الاتحاد السوفيتي فياتشيسلاف مولوتوف من 19 ديسمبر 1930 إلى 6 ماي 1941 | تبعه جوزيف ستالين |